# Valencia Open 500 2013 - Qualificazioni singolare
Le qualificazioni del singolare  del Valencia Open 500 2013 sono state un torneo di tennis preliminare per accedere alla fase finale della manifestazione. I vincitori dell'ultimo turno sono entrati di diritto nel tabellone principale. In caso di ritiro di uno o più giocatori aventi diritto a questi sono subentrati i lucky loser, ossia i giocatori che hanno perso nell'ultimo turno ma che avevano una classifica più alta rispetto agli altri partecipanti che avevano comunque perso nel turno finale.

## Teste di serie
1. João Sousa (qualificato)
2. Pablo Carreño Busta (qualificato)
3. Michał Przysiężny (qualificato)
4. Albert Ramos Viñolas (primo turno)

1. Santiago Giraldo (ultimo turno, ritirato)
2. Alejandro Falla (qualificato)
3. Peter Gojowczyk (ultimo turno)
4. Thomas Fabbiano (primo turno)

## Qualificati
1. João Sousa
2. Pablo Carreño Busta

1. Michał Przysiężny
2. Alejandro Falla

## Tabellone

### Legenda
| - Q = Qualificato - WC = Wild card - LL = Lucky loser | - ALT = Alternate - SE = Special Exempt - PR = Protected Ranking | - w/o = Walkover - r = Ritirato - d = Squalificato |

### Sezione 1
|  | Primo turno | Primo turno     | Primo turno     | Primo turno | Primo turno |  |  | Ultimo turno | Ultimo turno    | Ultimo turno | Ultimo turno | Ultimo turno |  |
|  |             |                 |                 |             |             |  |  |              |                 |              |              |              |  |
|  | 1           | João Sousa      | João Sousa      | 6           | 6           |  |  |              |                 |              |              |              |  |
|  | WC          | Marc Giner      | Marc Giner      | 2           | 0           |  |  | 1            | João Sousa      | 4            | 6            | 6            |  |
|  |             | Kamil Čapkovič  | Kamil Čapkovič  | 5           | 1           |  |  | 7            | Peter Gojowczyk | 6            | 4            | 3            |  |
|  | 7           | Peter Gojowczyk | Peter Gojowczyk | 7           | 6           |  |  |              |                 |              |              |              |  |

### Sezione 2
|  | Primo turno | Primo turno            | Primo turno            | Primo turno | Primo turno |  |  | Ultimo turno | Ultimo turno        | Ultimo turno | Ultimo turno | Ultimo turno |  |
|  |             |                        |                        |             |             |  |  |              |                     |              |              |              |  |
|  | 2           | Pablo Carreño Busta    | Pablo Carreño Busta    | 6           | 6           |  |  |              |                     |              |              |              |  |
|  | WC          | Mario Vilella Martínez | Mario Vilella Martínez | 1           | 0           |  |  | 2            | Pablo Carreño Busta | 5            | 7            | 3            |  |
|  |             | Erik Crepaldi          | 3                      | 6           | 2           |  |  | 5            | Santiago Giraldo    | 7            | 64           | 1r           |  |
|  | 5           | Santiago Giraldo       | 6                      | 4           | 6           |  |  |              |                     |              |              |              |  |

### Sezione 3
|  | Primo turno | Primo turno       | Primo turno      | Primo turno | Primo turno |  |  | Ultimo turno | Ultimo turno      | Ultimo turno | Ultimo turno | Ultimo turno |  |
|  |             |                   |                  |             |             |  |  |              |                   |              |              |              |  |
|  | 3           | Michał Przysiężny | 6                | 3           | 6           |  |  |              |                   |              |              |              |  |
|  | WC          | Bayo Philips      | 1                | 6           | 3           |  |  | 3            | Michał Przysiężny | 6            | 6            | 6            |  |
|  |             | Lorenzo Giustino  | Lorenzo Giustino | 6           | 6           |  |  |              | Lorenzo Giustino  | 2            | 7            | 1            |  |
|  | 8           | Thomas Fabbiano   | Thomas Fabbiano  | 1           | 2           |  |  |              |                   |              |              |              |  |

### Sezione 4
|  | Primo turno | Primo turno                 | Primo turno                 | Primo turno | Primo turno |  |  | Ultimo turno | Ultimo turno    | Ultimo turno    | Ultimo turno | Ultimo turno |  |
|  |             |                             |                             |             |             |  |  |              |                 |                 |              |              |  |
|  | 4           | Albert Ramos Viñolas        | Albert Ramos Viñolas        | 4           | 0           |  |  |              |                 |                 |              |              |  |
|  |             | Florent Serra               | Florent Serra               | 6           | 6           |  |  |              | Florent Serra   | Florent Serra   | 5            | 65           |  |
|  |             | Andrés Artuñedo Martínavarr | Andrés Artuñedo Martínavarr | 63          | 3           |  |  | 6            | Alejandro Falla | Alejandro Falla | 7            | 7            |  |
|  | 6           | Alejandro Falla             | Alejandro Falla             | 7           | 6           |  |  |              |                 |                 |              |              |  |